# Taokas
 (novembre 2023).
Si vous disposez d'ouvrages ou d'articles de référence ou si vous connaissez des sites web de qualité traitant du thème abordé ici, merci de compléter l'article en donnant les références utiles à sa vérifiabilité et en les liant à la section « Notes et références ».

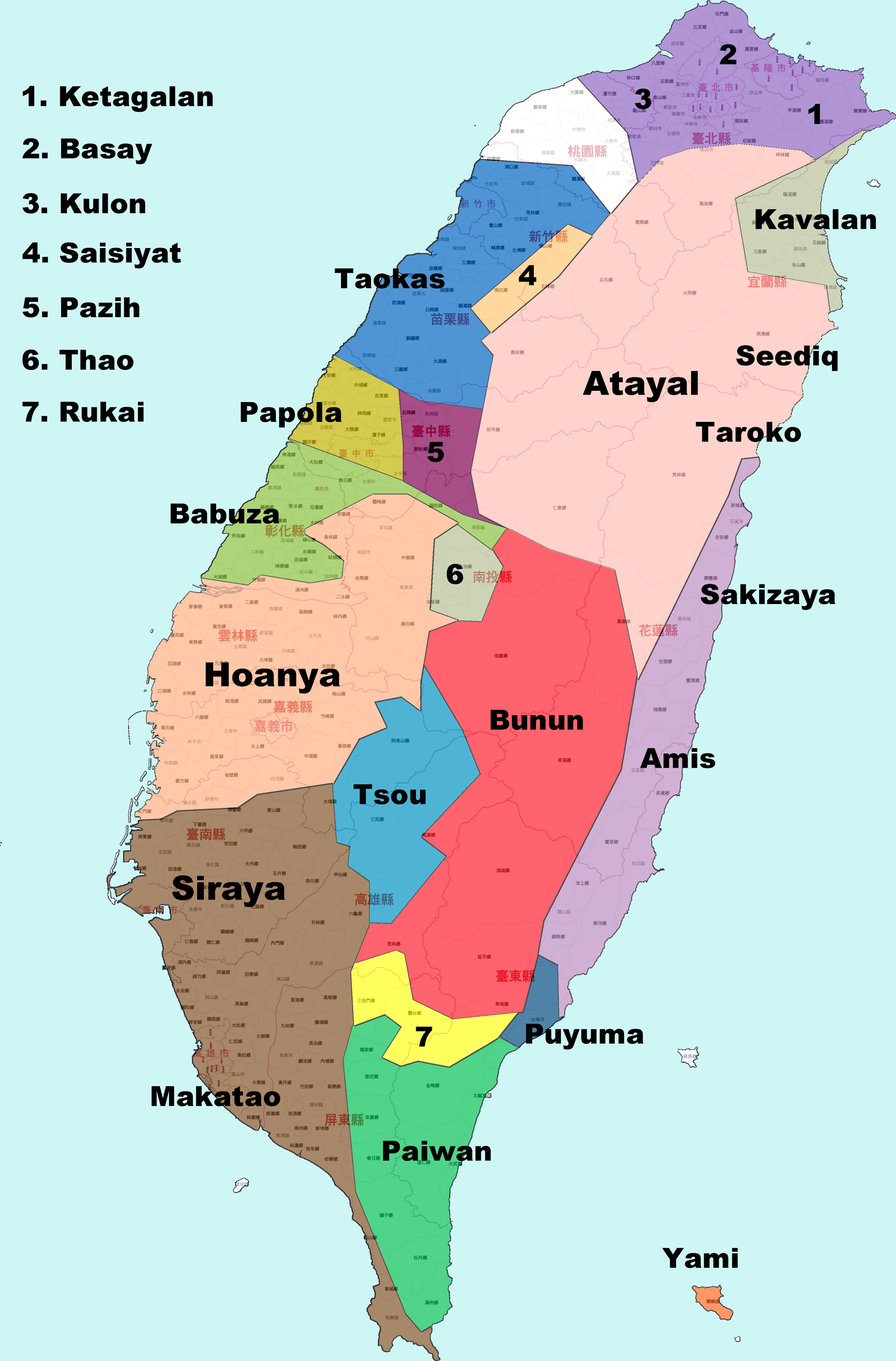
Répartition des groupes aborigènes de Taïwan.

Les Taokas sont l'un des groupes aborigènes de Taïwan. Ils ne sont pas reconnus officiellement par la République de Chine.

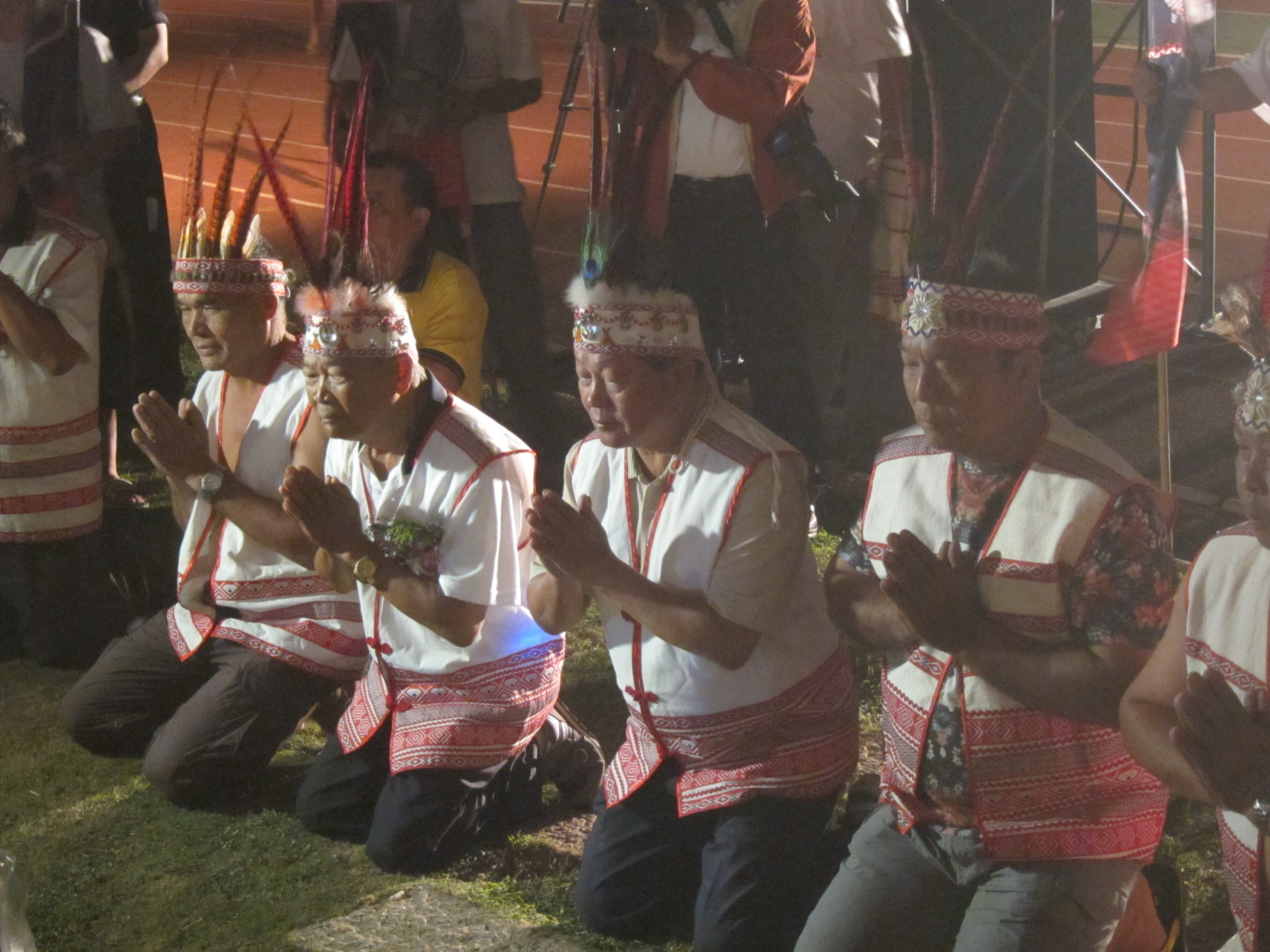
Des taokas lors d'une cérémonie en 2014.